# Амріш Пурі
Амріш Пурі (гінді. अमरीश पुरी; нар. 22 червня 1932, Джаландхар — пом. 12 січня 2005, Мумбаї) — індійський актор, один з найвідоміших і найважливіших діячів індійського кіно і театру. Знявся у понад 450 фільмах. Пурі відомий за виконанням різних ролей у різних жанрах кіно, особливо культових ролей лиходіїв у гінді-кіно, а також у міжнародному кіно. У 1980-х і 1990-х роках — головний виконавець лиходійських ролей, його домінуюча присутність на екрані і характерний глибокий голос виділяли його серед інших лиходіїв того часу. Пурі активно знімався як в арт-кіно, наприклад, у деяких фільмах Шьяма Бенегала та Говінда Ніхалані, так і в основному в мейнстрімному кінематографі. Пурі отримав три нагороди Filmfare «За найкращу чоловічу роль другого плану» у восьми номінаціях. Має найбільшу кількість нагород Filmfare «За найкраще виконання негативної ролі». Хоча він переважно працював у фільмах мовою гінді, він також знімався у фільмах мовами пенджабі, телугу, каннада, малаялам,маратхі та ін. 
Пурі зіграв деякі з найбільш пам'ятних ролей лиходіїв у фільмах: «Всемогутній», «Шакті» (1982), «Герой» (1983), «Безневинна жертва» (1985), «Чарівний діамант» (1986), «Містер Індія» (1987), «Шахеншах» (1988), «Рам і Лакхан» (1989), «Троє розгніваних чоловіків», «Блакитна річка» (1990), «Торговець», «Командир» (1991), «Подорож у нікуди» (1992), «Докажчиця» (1993), «Каран і Арджун» (1995), «Кохання злочинця» (1996), «Кохання без слів» (1997), «Бадшах» (1999), «Втікачі» (2001), «Лідер» (2001). Виконання Пурі ролі головного антагоніста Могамбо у фільмі Шехара Капура «Містер Індія» (1987) вважається одним з найбільших лиходіїв усіх часів в індійському кіно. Повідомлялося, що він отримав зарплату в розмірі ₹10 млн. ($771,890.82 дол. США), що робить його найбільш високооплачуваним індійським актором-лиходієм усіх часів. Його комічна роль у фільмі «Тітонько 420», де він зіграв разом з Камалом Хасаном, була добре сприйнята критиками. 
Пурі був дуже професійним актором; він також знімався в позитивних ролях другого плану. Серед його помітних позитивних ролей у фільмах: «Шипи та троянди» (1991), «Гардіш» (1993), «Невикрадена наречена» (1995), «Розчарування», «Арешт» (1996), «Обмануті надії», «Поклик землі» (1997), «Помста і закон 2» (1998), «Убивця мимоволі» (2000), «Чарівність кохання» (2001), «Виходь за мене заміж» і «Переполох» (2004). Західним глядачам він найбільш відомий як Мола Рам у голлівудському фільмі Стівена Спілберга «Індіана Джонс і Храм Долі» (1984) та як Хан у фільмі Річарда Аттенборо «Ґанді» (1982).
Його онук, Вардхан Пурі, також є актором індійського кіно, він написав сценарій і знявся у фільмі, знятому продюсерським домом, названим на честь Пурі, — Amrish Puri Films
.

## Біографія
Амріш Лал Пурі народився 22 червня 1932 року в пенджабській родині в Наваншахрі, Пенджаб, у сім'ї Лали Ніхаль Чанд і Веда Каура. У нього було четверо дітей, старші брати Чаман Пурі та Мадан Пурі (обидва також були акторами), старша сестра Чандраканта і молодший брат Харіш Пурі. Двоюрідний брат — К. Л. Сайґала. Пурі знявся у понад 450 фільмах[джерело?] між 1967 та 2005 рр., більшість з яких були хітами[джерело?], і був одним з найуспішніших[джерело?] лиходіїв у Боллівуді. Проте його ранні роки були позначені невпинною боротьбою, і йому було майже п'ятдесят років, коли він вперше зіграв головного героя (головного лиходія) у фільмі.
Сім'я Пурі мала певні зв'язки в кіно. Співак і актор К. Л. Сайґал, один із піонерів індійського кіно. Захоплені славою двоюрідного брата, старші брати Пурі, у 1950-х роках переїхали до Мумбаї, щоб спробувати щастя в кіно, і знайшли там роботу характерних акторів. Пурі провалився на перших кінопробах. Однак йому вдалося знайти стабільну роботу в державній страховій корпорації ESIC (англ. Employees State Insurance Corporation), державній організації, і задовольнити своє акторське хобі, ставши учасником сценічної групи. Його група часто виступала в театрі Прітві з п'єсами, написаними Сатьядевом Дубеєм. Згодом він став добре відомим як театральний актор і навіть отримав премію Sangeet Natak Akademi Award у 1979 р. Це театральне визнання незабаром призвело до роботи в телевізійній рекламі і, врешті-решт, у фільмах у відносно пізньому віці — 40 років.
Це було на початку 1970-х рр., і в його перших фільмах майже не було діалогів, що прикметно, адже його баритонний голос став джерелом його слави в наступні роки. Ці епізодичні зйомки все ще вважалися хобі, оскільки він продовжував працювати на державній службі, щоб утримувати свою сім'ю. Протягом 1970-х років Пурі знімався у другорядних ролях, зазвичай у ролі поплічника головного лиходія. Суперхітовий фільм «Ми вп'ятьох» (1980) став першим фільмом, в якому він зіграв головного лиходія. Його акторська гра, особистість і голос були помічені і належним чином оцінені в цьому фільмі. Після цього його почали запрошувати на головні ролі в інших фільмах. Його основною сферою діяльності було, звісно, кіно на гінді.
У 1982 році Пурі зіграв головного лиходія Джагавара Чаудхарі у суперхіті Субхаша Ґхая «Всемогутній». Того ж року він знову зіграв головного лиходія ДК у фільмі «Шакті» з Діліпом Кумаром та Амітабом Баччаном у головних ролях. 
Наступного, 1983 року, Ґхай знову взяв його на роль головного лиходія, Паші, у популярному фільмі «Герой». Пурі регулярно з'являвся у наступних фільмах Ґхая.
Відомий міжнародній аудиторії за ролями головного антагоніста Мола Рама у фільмі Стівена Спілберга «Індіана Джонс і Храм Долі» (1984) та мусульманського роботодавця і покровителя Ганді в Південній Африці у фільмі Річарда Аттенборо «Ґанді» (1982). Для ролі «Індіани Джонса» він поголив голову, і це справило таке враження, що він і надалі не голився. Лисина дала йому можливість експериментувати з різними образами лиходія в наступних фільмах, і мало хто знає, що в кожному наступному фільмі Пурі носив перуку. Пурі та Спілберг чудово розуміли один одного, і Спілберг часто говорив в інтерв'ю: «Амріш — мій улюблений лиходій. Найкращий, якого світ коли-небудь створював і коли-небудь створить!»
У 1980—1990 рр. — головний виконавець лиходійських ролей. Його домінуюча присутність на екрані та баритонний голос виділяли його серед інших лиходіїв того часу. 
З 1990-х років і до своєї смерті в 2005 році Пурі також знімався в позитивних ролях другого плану в багатьох фільмах.

## Смерть
Пурі страждав на мієлодиспластичний синдром, рідкісний вид раку крові, і переніс операцію на головному мозку після того, як перебував у лікарні Хіндуджа 27 грудня 2004 року. 
Його стан вимагав частого видалення крові, що накопичилася в церебральній ділянці мозку, і через деякий час він впав у кому незадовго до смерті, близько 7:30 ранку 12 січня 2005 р.
Його тіло привезли до його резиденції, щоб люди могли віддати йому останню шану, і його поховали 13 січня 2005 року в крематорії парку Шиваджі.

## Пам'ять
У 2019 році Пурі — вшанований Google Doodle. На честь його 87-го дня народження Google розмістив його фотографію, а супровідний текст звучав так: «Якщо спочатку у вас не вийшло, пробуйте, пробуйте і пробуйте знову — і ви можете стати таким, як індійський кіноактор Амріш Пурі, який подолав ранню невдачу на шляху до здійснення своїх мрій про великий екран».

## Нагороди і номінації
Filmfare Award «За найкращу чоловічу роль другого плану»
- 1986 — «Невинна жертва»
- 1997 — «Розчарування»
- 1997 — «Поклик землі»

Інші
- 1968 — Maharashtra State Drama Competition
- 1979 — Sangeet Natak Akademi Award for Theatre
- 1991 — Maharashtra State Gaurav Puraskar
- 1994 — Sydney Film Festival, Best Actor Award (Suraj Ka Satvan Ghoda)
- 1994 — Singapore International Film Festival, Best Actor Award (Suraj Ka Satvan Ghoda)
- 1997 — Star Screen Award «За найкращу чоловічу роль другого плану» («Розчарування»)
- 1998 — Star Screen Award «За найкращу чоловічу роль другого плану» («Поклик землі»)

Номінації
- 1990 — Filmfare Award «За найкращу чоловічу роль другого плану»[en] («Троє розгніваних чоловіків»)
- 1993 — Filmfare Award «За найкращу чоловічу роль другого плану» (Muskurahat)
- 1994 — Filmfare Award «За найкращу чоловічу роль другого плану» (Gardish)
- 1996 — Filmfare Award «За найкраще виконання негативної ролі»[en] («Каран і Арджун»)
- 1996 — Filmfare Award «За найкращу чоловічу роль другого плану» («Невикрадена наречена»)
- 1999 — Filmfare Award «За найкраще виконання негативної ролі» («Кохання без слів»)
- 2000 — Filmfare Award «За найкраще виконання негативної ролі» («Бадшах»)
- 2002 — Filmfare Award «За найкраще виконання негативної ролі» («Втікачі»)

## Фільмографія
- Амріш Пурі — фільмографія[en].

## Дв.також
- Список акторів гінді-фільмів[en].